# Estoa media (Atenas)
La Estoa media de Atenas (en griego: Μέση Στοά, Mése Stoá) era un pórtico o estoa ubicado aproximadamente en el centro del ágora de Atenas, a la que dividía en dos zonas, norte y sur.

## Historia
Durante el siglo II a. C. el aspecto del lado sur del ágora cambió radicalmente con la construcción de varios edificios nuevos. El primero en levantarse fue la Estoa media, edificada entre 180 y 140 a. C. Durante este periodo, el carácter del ágora cambió significativamente, con la construcción de muchos edificios nuevos en su centro. El edificio central fue el primero de ellos. Probablemente se utilizó con fines comerciales, al igual que otros edificios cercanos. Este edificio dividía, de este a oeste, la antigua plaza, fragmentándola en dos mitades desiguales.
Se desconoce el constructor de la Estoa media. Pudo haber sido Farnaces I, rey del Ponto, o un miembro de la familia de Atalo III de Pérgamo. El edificio pudo haber sido destruido en la invasión romana bajo Sila en el año 86 a. C. Se supone que la estoa fue reconstruida y estuvo en funcionamiento al menos hasta el siglo I d. C.

## Descripción
Estaba construida en dirección este-oeste y dividía la zona del ágora en dos partes de distinto tamaño, una más grande al norte y otra más pequeña al sur. La Estoa media fue el edificio más grande del ágora ateniense, con casi 150 metros de largo y 17 de ancho. Tenía dos columnatas exteriores dóricas, en los lados norte y sur, y una interior jónica, de 23 columnas. El edificio era de piedra caliza, con cubierta de barro cocido.
Al sur de la Estoa media se encontraban la Estoa sur I y el Eacón. El llamado Edificio del este conectaba la Estoa media y la Estoa sur por el extremo oriental de ambos edificios.

## Restos

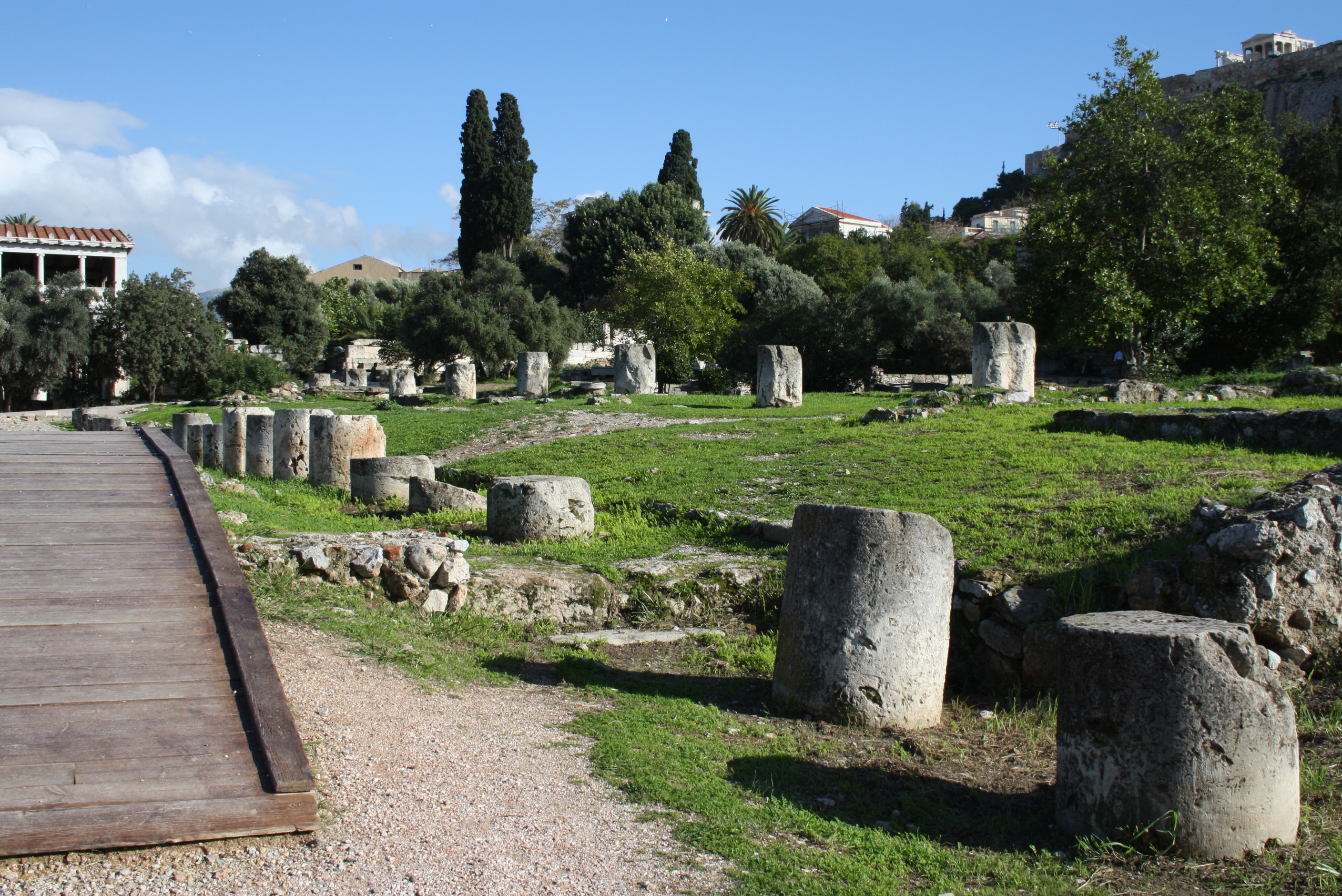
Ruinas de la Estoa media en el yacimiento arqueológico del ágora de Atenas.

Se conservan restos de un parapeto estrecho, que discurría entre algunas de las columnas, posiblemente para dividir la estoa en secciones y partes del edificio, así como los cimientos, las escaleras y la parte inferior de algunas columnas. En su extremo oriental permanecen in situ las escaleras originales y tres columnas. En el occidental solo perviven los cimientos de conglomerado rojizo. Como su gran tamaño no indica, la Estoa media era una construcción relativamente modesta, de función primordialmente comercial.